# Heilig-Geist-Kirche (Žehra)

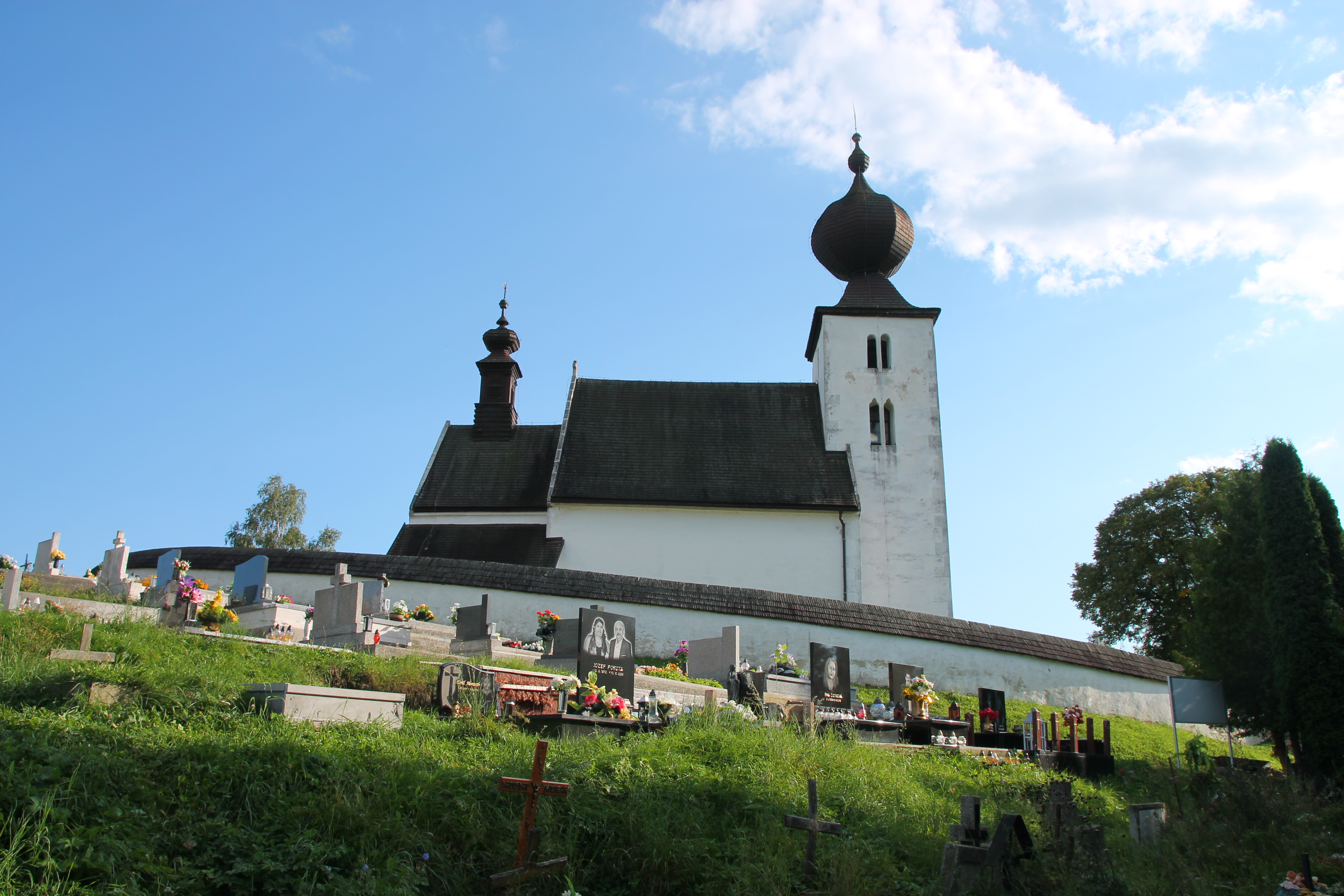
Heilig-Geist-Kirche in Žehra und Friedhof

Die Heilig-Geist-Kirche (slowakisch Kostol Ducha Svätého) ist eine römisch-katholische Kirche in der Gemeinde Žehra (deutsch Schigra), Košický kraj, Slowakei, in der traditionellen Landschaft Zips. Sie trägt das Patrozinium des heiligen Geistes, befindet sich auf einer Anhöhe im Dorfzentrum und fällt äußerlich durch ihre Kugelzwiebel auf. Zur Kirche mit der Umfassungsmauer gelangt man über 93 Treppen aus örtlichem Travertingestein.

## Geschichte

Grundriss der Kirche

Der Kirchenbau begann 1245 oder kurz danach, als Gutsherr Johann Sigray eine Erlaubnis vom Zipser Propst erhielt, eine Kirche im Ort zu bauen. Durch unbekannte Umstände wurde der Bau mehrmals unterbrochen, sodass die Kirche erst 1275 fertiggestellt wurde. Dies führte dazu, dass auf die romanischen Elemente frühgotische draufgebaut wurden. Der neue Sakralbau war eine frühgotische Kirche mit einem Längsschiff und einem quadratischen Presbyterium. Wohl noch im späten 13. Jahrhundert wurde an der Westseite der Turm angebaut. Im letzten Viertel des 14. Jahrhunderts erhielt die Kirche gotische Fresken (seither mehrmals renoviert oder übertüncht), dazu kam es gegen 1380 durch ein neues steinernes Gewölbe mit Hilfe einer Mittelstütze zur Zweischiffigkeit.
Im Zuge der Reformation kam die Kirche 1563 an die evangelische Gemeinde, wurde aber 1638 wieder katholisch. 1652 wurde das Innere der Kirche barockisiert, zuerst der Hauptaltar, etwas später auch Seitenaltäre. Im Verlauf des 18. Jahrhunderts baute man an der Südseite einen Vorraum, an der Nordseite eine Sakristei, die eine ältere und kleinere ersetzte.
Die seit der Barockisierung übertünchten Fresken wurden 1870 im Schiff, 1877 dann auch im Presbyterium wieder freigelegt. Die erste archäologische Untersuchung fand 1884 statt, saniert wurde die Kirche von 1928 bis 1940.
Seit 1993 ist die Kirche Teil des UNESCO-Welterbes „Levoča. Spišský Hrad und damit assoziierte Kulturmonumente“.

## Inneres der Kirche

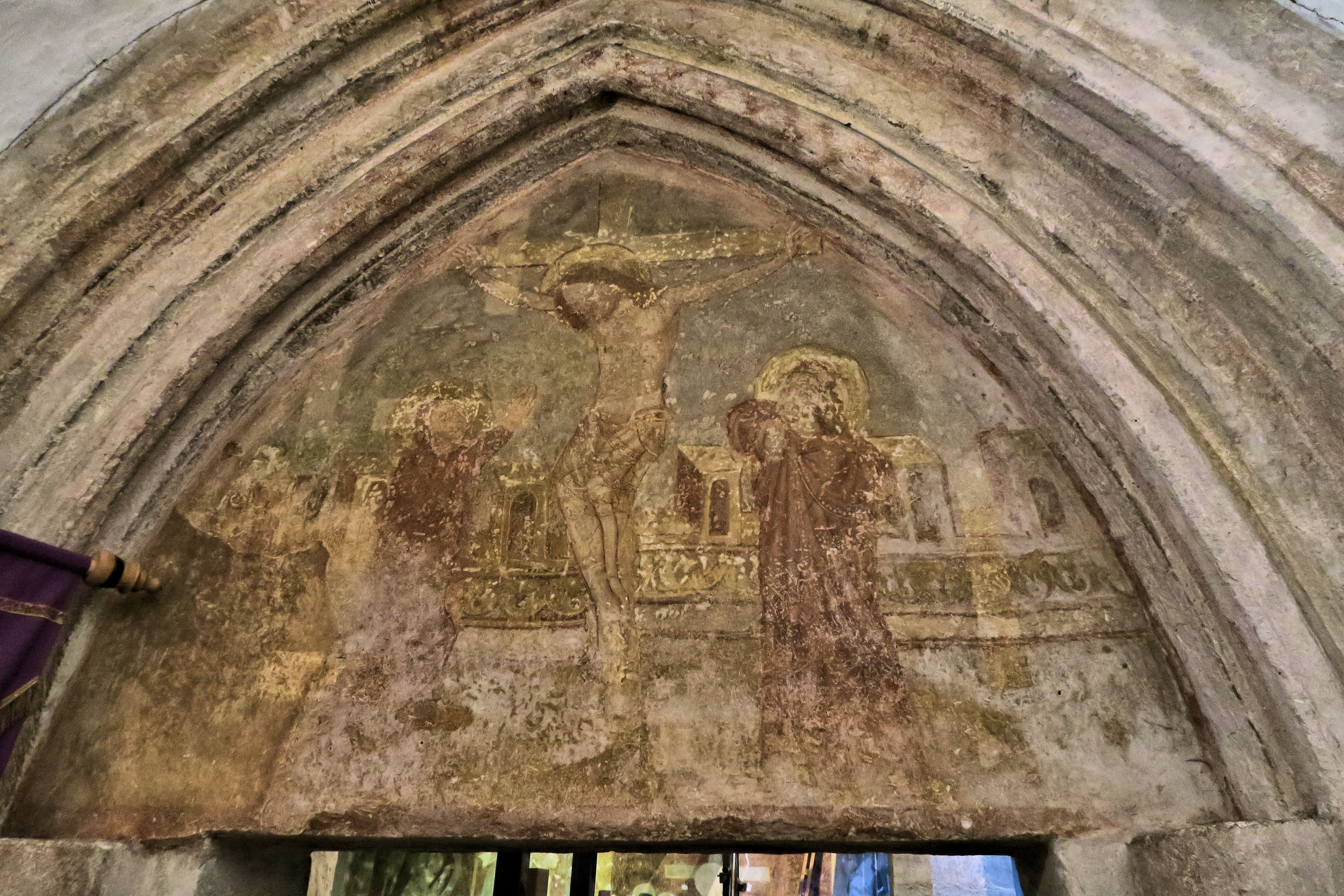
Wandmalerei im Tympanon des Südportals

Im Inneren der Kirche sind insbesondere die gotischen Fresken wertvoll. Gemäß der Datierung aus der Restaurierung in den 1950er Jahren zeichnen sich fünf Gruppen ab:
1. Konsekrationskreuze am Schiff, die noch im letzten Drittel des 13. Jahrhunderts gemalt wurden
2. Golgota im Tympanon des Südportals (des ursprünglichen Einganges) aus dem Ende des 13. Jahrhunderts
3. Fresken im Presbyterium mit byzantinischem und italienischem Einfluss aus dem 14. Jahrhundert, die eventuell unmittelbar nach der Einwölbung entstanden. Auf den drei Wänden des Presbyteriums ist ein großer Passionszyklus abgebildet. Hier fällt die Darstellung der Dreieinigkeit als dreiköpfiges Wesen in der nördlichen Kappe auf, in der südlichen ist Abrahams Schoß mit einem alten, bärtigen Mann gemalt. In den beiden übrigen Kappen sind Christus und Maria dargestellt worden. Bemerkenswert ist auch die Darstellung von Engeln mit Fiedeln, einem zeitgenössischen Streichinstrument. Auf der Innenseite des Triumphbogens findet man Medaillons von Stephan I. und Ladislaus I.
4. Lebensbaum und Pietà auf der Nordseite des Schiffes aus der zweiten Hälfte des 14. Jahrhunderts und Beginn des 15. Jahrhunderts. Künstlerisch ist insbesondere der Lebensbaum mit Synagoge und Ecclesia und Abbildungen aus dem Alten und Neuen Testament
5. Marientod, Marienkrönung, Ladislaus-Legende (Kampf von Ladislaus I. gegen die Kumanen), Verkündigung des Herrn, Beschneidung und Anbetung der Heiligen drei Könige, alle auf der Nordseite des Schiffes aus der zweiten Hälfte des 15. Jahrhunderts, dabei wurden die älteren Fresken des Lebensbaums und der Pietà übermalt. Vom gleichen Künstler stammen auch die Darstellungen des Jüngsten Gerichts auf der Stirnseite des Triumphbogens. Nach Ende einer Pestepidemie im Jahr 1646 ordneten die Landesherren eine Desinfizierung von öffentlichen Räumen, dabei wurden die Fresken übermalt und die Wände weiß gestrichen. Erst in den 1950er Jahren wurden die älteren Fresken des Lebensbaums und der Pietà freigelegt, teilweise auf Kosten der neueren Fresken.

Die Ausstattung der Kirche ist überwiegend barock. Im barocken Hauptaltar befindet sich ein gotisch beeinflusstes Relief des Heiligen Geistes aus dem Jahr 1656. Der südliche Seitenaltar aus dem Jahr 1677 ist ebenfalls barock, allerdings mit gotischer Plastik des Hl. Nikolaus und gotischen Tafeln. Im nördlichen Seitenaltar (Pestaltar) aus dem Jahr 1663, in Erinnerung an die Pestepidemie 1644/1645 gewidmet, steht ein gotischer Schrein aus dem Jahr 1510 mit älteren gotischen Plastiken, eine Kanzel sowie ein Taufstein. Im Fußboden befinden sich Renaissance-Grabplatten der Familie Sigray und anderer Persönlichkeiten aus dem 17. Jahrhundert. Ebenfalls in der Kirche befindet sich auch der Grabstein von Johann Sigray aus dem Ende des 13. Jahrhunderts.

## Gegenwart
Bis heute werden in der Kirche regelmäßig Messen abgehalten. Es ist möglich, das Innere gegen ein geringes Entgelt zu besichtigen (im Juli und August während der Öffnungszeiten, im Rest des Jahres nach Voranmeldung).